# Półka (formacja skalna)
Półka – rodzaj formacji skalnej. We wspinaczce i taternictwie jest to pozioma lub skośna formacja skalna w ścianie lub stoku góry, z wyglądu nieco przypominająca półkę meblową. Jest też podobna do zachodu, jednak jest od niego mniejsza i krótsza, zwykle też bardziej regularna i płaska. Bardzo wąską półkę (tak wąską, że tylko na szerszych gzymsach można postawić stopę) nazywa się gzymsem.